# پس از باران
پس از باران یک مجموعه تلویزیونی به کارگردانی و نویسندگی سعید سلطانی و تهیه‌کنندگی اسماعیل عفیفه است که در ۳۷ قسمت ۵۵ دقیقه‌ای در سال ۱۳۷۹ از شبکه سه سیما پخش شده‌است. بخش بسیاری از سکانسهای فیلم در بخش جوکندان شهرستان تالش و روستای ترک محله صورت گرفته است.

## خلاصه داستان
پس از باران داستان دکتر صادق مهرپرور و همسرش ستاره سالاری است که وقتی عازم شمال ایران (گیلان) می‌شوند در یک تصادف رانندگی کشته می‌شوند و فرزندانشان (مرضیه و مسعود) از آنجایی که به این مرگ مشکوک هستند جهت بررسی بیش‌تر به شمال سفر می‌کنند، هرچه از سفرشان در شمال می‌گذرد آن‌ها از راز خانوادگی‌شان اطلاعات بیش‌تری به‌دست می‌آورند. این اطلاعات به نقل از مادربزرگشان شهربانو نقل می‌شود.
در روایتی که خدمتکار مادربزرگ مرضیه و مسعود، شیرین، (مهناز انصاریان) از رویدادهای قدیم بازگو می‌کند، به داستان زنی اشاره می‌شود که شوهرش ارباب است و به خاطر بچه‌دار نشدن زنش با اصرار مدام زن اولش (کتایون ریاحی) تصمیم به ازدواج می‌گیرد که با یک دختر رعیت ازدواج کند و از طبقه رعیت همسر اختیار کند این وسط مادرزن اول ارباب (مهوش صبرکن) به همراه برادرزن اول ارباب (رحیم نوروزی) مشقت‌های زیادی به زن ارباب می‌دهند.
خانوم کوچیک (مرجان محتشم) با اینکه یک رعیت زاده بود، به اصرار خانواده‌اش زن دوم ارباب روستا شد تا برای او پسری به دنیا بیاورد. نهایتاً فرزندی که به دنیا آورد یک دختر بود. در آخر هم بعد از کشته شدن همسرش آواره شد و از خانه خان بیرونش کردند.

## بازیگران و شخصیت‌ها
| نام بازیگر          | نقش                          | توضیح                                                                 |
| ------------------- | ---------------------------- | --------------------------------------------------------------------- |
| محمود پاک‌نیت        | ارباب عزت سالاری             | همسر خانم‌بس و خانم کوچیک، پدر یونس و ستاره                            |
| کتایون ریاحی        | خانم‌بس‌ گلابدر‌ه‌ای             | همسر اول ارباب، مادر یونس خواهر فرخ                                   |
| بهزاد فراهانی       | جلال مهرپرور                 | عموی مرضیه و مسعود                                                    |
| ثریا قاسمی          | لیلی                         | همسر جلال                                                             |
| مرجان محتشم         | شهربانو ‌‌گل‌سفیدی (خانم کوچیک) | همسر دوم ارباب، مادر ستاره                                            |
| جمیله شیخی          | اقدس                         | عمه مرضیه و مسعود                                                     |
| نیکو خردمند         | خاله خانم                    | خاله ارباب                                                            |
| کیومرث ملک مطیعی    | نصرالله                      | پیشکار ارباب و برادر شمس‌الله                                          |
| حسین توشه           | شمس‌الله                      | پیشکار ارباب و برادر نصرالله                                          |
| صبا کمالی           | مرضیه مهرپرور                | دختر ستاره و صادق، خواهر مسعود و مهدی، نوه دختری شهربانو              |
| حامد کلاهداری       | مسعود مهرپرور                | پسر ستاره و صادق، برادر مرضیه و مهدی، نوه دختری شهربانو               |
| علی طالب‌لو          | ابراهیم مهرپرور              | عموی مرضیه و مسعود                                                    |
| محمدهادی قمیشی      | یونس سالاری                  | پسر ارباب و خانم‌بس‌، برادر ستاره، خواهرزاده فرخ                        |
| نادیا دلدارگلچین    | نرگس                         | همسر یونس                                                             |
| پریسا شاهنده        | شهلا                         | همسر ابراهیم                                                          |
| رحیم نوروزی         | فرخ گلابدر‌ه‌ای (جوانی)        | پسر طاهره، برادر خانم‌بس‌، دایی یونس                                    |
| امیر آتشانی         | غلام گل‌سفیدی (جوانی)         | برادر عبدالله، عموی شهربانو                                           |
| رامین پرچمی         | فیروز                        | پسر اقدس، پسر عمه مرضیه و مسعود                                       |
| شهاب حسینی          | علی احمدی                    | خواستگار مرضیه                                                        |
| انوش نصر            | عبدالله گل‌سفیدی              | برادر غلام، پدر شهربانو                                               |
| فاطمه حبیب‌زاده      | خورشید خاله                  | همسر عبدالله، مادر شهربانو                                            |
| عسگر قدس            | غلام گل‌سفیدی (پیری)          |                                                                       |
| مهناز انصاریان      | شیرین (پیری)                 |                                                                       |
| اکرم مهدوی          | شیرین (جوانی)                |                                                                       |
| مهوش صبرکن          | طاهره خانم (خانم بزرگ)       | مادر خانم‌بس و فرخ                                                     |
| ساقی زینتی          | توران                        |                                                                       |
| علی اصغر کهن‌قنبریان | اصلان                        |                                                                       |
| رضا میرمعنوی        | ارباب حشمت دورکلاهی          |                                                                       |
| ناصر فخری           | جمال                         |                                                                       |
| هایده حسین‌زاده      | زری                          |                                                                       |
| محمود مقامی         | سروان حسینی                  |                                                                       |
| حسین کسری           | سید یحیی                     |                                                                       |
| محمدرضا حسینی       | شهرام پسر                    |                                                                       |
| فاطمه طاهری         | زن رمال                      |                                                                       |
| داود زهری           | امان                         |                                                                       |
| اسماعیل مرسلی       | داوودی                       |                                                                       |
| کاوه آهنگر          | مهدی                         | پسر ستاره و صادق، برادر مرضیه و مسعود، نوه دختری شهربانو              |
| فتحعلی اویسی        | صادق مهرپرور                 | همسر ستاره، پدر مرضیه، مسعود و مهدی                                   |
| پوراندخت مهیمن      | ستاره سالاری                 | همسر صادق، مادر مرضیه، مسعود و مهدی، دختر ارباب و شهربانو، خواهر یونس |
| جهانگیر الماسی      | فرخ گلابدر‌ه‌ای (پیری)         |                                                                       |

## دربارهٔ سریال
سریال پس از باران که در سال ۱۳۷۹ از شبکه سوم پخش شد، در فضای گیلان مقابل دوربین رفت و نگاهی به تاریخ ایران در دوران اوایل پهلوی دوم دارد (در سریال از طریق رادیوی ارباب عزت سالاری به دادگاه نورنبرگ که پس از پایان جنگ جهانی دوم و در اوایل پهلوی دوم به سال ۱۳۲۴ رخ داده بود، اشاره شده است).
پس از باران روایتی انسانی از روابط ارباب و رعیتی بود. این سریال با موضوع قراردادن زندگی خانواده یک ارباب و حضور دختری با عنوان همسر دوم ارباب، شرایط جدید و مخالفت‌های خانواده ارباب «همسر اول» و عواقب و عوارض چنین حضوری را نمایش می‌داد. در این سریال عشق همراه با ارباب بودن، و مظلومیت زنان دوم اربابان و قدرت اربابان و خان‌ها را در گذشته می‌توان دید. این سریال روایتی از دوران زندگی در زمان اوایل پهلوی دوم است و مشکلاتی که مردم متحمل می‌شدند.

این سریال با فلاش‌بک و زمان‌های تودرتو بود. اتفاقاتی که در ذهن شخصیت‌ها به محض یادآوری برای مخاطب به نمایش درمی‌آمد. بازی خوب بازیگران توانست در آن زمان سریال را تا اندازه‌ای قابل قبول جلوه دهد، هرچندکه برقراری پیوندها بین اتفاقاتی که در گذشته رخ می‌داد و وقایعی که در زمان حال می‌گذشت، برای مخاطب کمی دشوار بود.

## موسیقی متن
این مجموعه از موسیقی حزن‌انگیز و اثربخشی برخوردار بود که اثر سعید انصاری است.
موسیقی و قسمت اصلی ترانه‌های خوانده شده در سریال پس از باران از کارهای محمد ولی مظفری است که فریدون پوررضا خوانده‌است.
به گفتهٔ فریدون پوررضا او برای موسیقی سریال پس از باران کلاً ۴ دقیقه آواز خواند. او می‌گوید: 

آن زمانی که من «پس از باران» را خواندم این صدا فریاد جوامع شهر زده هم بود. این فریاد علیه کسانی بود که بر سر ما خراب شدند و موسیقی محلی ما را از بین بردند. من گیلانی هستم و افتخار می‌کنم که گیلانی هم هستم. مثل کسی هستم که از بوی ریحان مست می‌شود و از شنیدن صدای گیلک، دنیا را دریافت می‌کند. شعری که آن را می‌فهمم و بعد آن را می‌خوانم. این‌گونه بود که این شعر را از دروازهٔ دل‌ها عبور دادم و توانستم شهری و غیرشهری را جذب این شعر کنم. البته کلمات این شعر را کمتر کسی متوجه می‌شد، حتی گیلانی از خود اهالی رشت هم برخی از این کلمات را متوجه نمی‌شدند، اما با اینکه کمتر کسی معنای شعر را متوجه می‌شد اما این سوز و آه ترانه خیلی از مردم را در شهرها و روستاها پای تلویزیون کشانید.
موسیقی این سریال شامل ۳۵ آهنگ در قالب لوح فشرده پخش شد.

## جوایز و نامزدها
| ۱۳۸۱ | ششمین جشن حافظ |                                               |          |
| ۱۳۸۱ | ششمین جشن حافظ | بهترین بازیگر زن درام تلویزیونی - مرجان محتشم | نامزدشده |

## پخش
مجموعهٔ پس از باران در زمان پخش به یکی از پرمخاطب‌ترین سریال‌های تلویزیون ایران تبدیل شد.

### پخش در مالزی
شبکهٔ دوم تلویزیونی دولتی مالزی RTM۲ پخش مجموعهٔ تلویزیونی پس از باران را از ۲۵ مرداد ۱۳۸۸ آغاز کرد و این مجموعهٔ ۳۷ قسمتی با زیرنویس انگلیسی تا پایان ماه رمضان آن سال هر شب از این شبکه پخش شد.